# Краљевина Арелат
Краљевина Арелат је била држава која је од 933. до 1378. године постојала на територијама данашње Француске и Швајцарске.

## Историја
Краљевина Арелат настала је 933. године уједињењем Горње и Доње Бургундије. Након смрти италијанског цара Беренгара, за власт у Италији борили су се његов наследник Рудолф II и претендент, регент Доње Бургундије, Иго Арлски. Године 924. постигнут је договор по коме Иго преузима власт у Италији, а Рудолф 928. године постаје владар оба краљевства. Рудолфа је 937. године наследио син Конрад I Мирољубиви који је бранио државу од напада Сарацена и Мађара. Наследио га је син Рудолф III. За време његове владавине слаби централна власт. Рудолфа је светоримски цар Хенрик II приморао да му завешта краљевину након смрти. Хенрик је умро 1024. године, а Рудолф 1032. Арелат је прикључен Светом римском царству током владавине Хенриковог наследника, Конрада II, који постаје бургундијски краљ. Од 1032. до 1378. године Арелат је у саставу Светог римског царства. Године 1378. цар Карло IV Луксембуршки ће за владара Арелата поставити француског дофена Карла VI (касније краља). Титула краља Арелата остаће у саставу титуле цара Светог римског царства све до 1806. године.